# Mistrzostwa Europy w Podnoszeniu Ciężarów 1929
21. Mistrzostwa Europy w Podnoszeniu Ciężarów odbyły się w Wiedniu od 15 do 16 czerwca 1929 roku. W tabeli medalowej tryumfowali Austriacy.

## Rezultaty
| Kategoria |                   | Wynik    |                   | Wynik    |                  | Wynik    |
| --------- | ----------------- | -------- | ----------------- | -------- | ---------------- | -------- |
| −60 kg    | Franz Andrysek    | 275,0 kg | Rudolf Troppert   | 260,0 kg | Helmut Schäfer   | 252,0 kg |
| −67,5 kg  | Robert Fein       | 310,0 kg | Eugen Jordan      | 292,5 kg | Kurt Helbig      | 287,5 kg |
| −75 kg    | Karl Hipfinger    | 325,0 kg | Wilhelm Reinfrank | 322,5 kg | Wilhelm Hoffmann | 305,0 kg |
| −82,5 kg  | Jakob Vogt        | 350,0 kg | Václav Pšenička   | 347,5 kg | Karl Bierwirth   | 335,0 kg |
| +82,5 kg  | Josef Straßberger | 372,5 kg | Rudolf Schilberg  | 360,0 kg | Jaroslav Skobla  | 350,0 kg |

## Tabela medalowa
| Poz. | Państwo        |   |   |   | Łącznie |
| ---- | -------------- | - | - | - | ------- |
| 1    | Austria        | 3 | 2 | 0 | 5       |
| 2    | Niemcy         | 2 | 2 | 4 | 8       |
| 3    | Czechosłowacja | 0 | 1 | 1 | 2       |
|      | Łącznie        | 5 | 5 | 5 | 15      |